# Torbeck
Torbeck (Tòbèk en créole), est une commune d'Haïti, située dans le département du Sud et l'arrondissement des Cayes.

## Histoire
L'église paroissiale de Torbeck est une église coloniale, fondée en 1719, par les colons français, sous le patronage de saint Joseph, patron de M. Hyacinthe de Rigaud de Vaudreuil. Elle était auparavant chapelle succursale de l'Ile-à-Vache. il faut aussi savoir que la ville des Cayes a été l'un des Bourgs formés par la subdivision projetée depuis 1719 de l'immense paroisse de la plaine du fond, dont on a tiré celles de Cavaillon, des Cayes, de Torbeck et des Coteaux. Lorsque Torbeck faisait partie de la paroisse de la plaine du Fond de l'Ile-à-Vache, il portait déjà ce nom et lors du démembrement de cette paroisse primitive, il semblait que la cité de Boisrond Tonnerre fut considérée plus importante que les Cayes, puisque les agents de l'administration de saint Domingue étaient présent sur ce dit lieu. Pour cela on disait la ville de Torbeck et le bourg des Cayes. la population de Torbeck à cette époque comptait environ de six-cent (600) blanc, huit-cent-soixante (860) affranchis et onze mille (11 000) esclaves.
À l'époque de la colonisation, cette ancienne paroisse coloniale, de par sa capacité de production en agriculture, sans faire mention de la beauté de son paysage, a connu la notoriété internationale. ce qui lui a valu des visites répétitives de la métropole française. A cette époque, au niveau de la paroisse, l'agriculture se révélait la base de l'économie de la métropole française. Par ordre d'importance, dans les zones de la plaine on retrouve des denrées tels le maïs, le riz, le petit-mil et le haricot noir. Par contre, la culture des tubercules est dominante dans les zones montagneuses. Et sur les côtes on retrouve en masse le fruit du pêcher.
De 1719 à 1803, l'administration de la paroisse était assuré par le clergé français sous l'égide des colons. ces derniers pouvaient, à leur guise, nommer ou remplacer les prêtres dans la paroisse. Puisqu'à cette époque, il revenait à eux seul le droit d'y faire parvenir les prêtres missionnaires français. Parmi eux, l'histoire ne nous a légués que deux noms: les pères Beherec et Remarais. 

## Démographie
La commune est peuplée de 69 189 habitants(recensement par estimation de 2009).  Pour une densité de trois-cent-soixante-cinq (365)  habitants par Kilomètre carré

## Administration
La commune est composée de la ville de Torbeck, du quartier  « Ferme de Le Blanc », et des sections communales de :
- Boury
- Bérault
- Solon
- Moreau (dont le quartier « Ferme Leblanc »)

La commune de Torbeck comptait sept paroisse en 2019  : 
1- la paroisse saint Joseph de Torbeck
2- la paroisse saint Pie X de Ducis, (érigée commune très récemment)
3- la paroisse saint François d'Assise de Béraud
4- la paroisse Notre-Dame du Perpétuel Secours de Paillant
5- la paroisse sainte Véronique de Welch
6-la paroisse saint Marie Madeleine de Guilgaud
7- la quasi-paroisse saine Bernadette de Soubirous de Gauvin

## Économie
L'agriculture est la base de l'économie de Torbeck ; Par ordre d'importance, on retrouve le maïs, le riz, le petit mil et le haricot noir dans les zones de plaine. Dans les montagnes, la culture des tubercules domine en grande partie. La pêche est aussi dominante sur les côtes.

## Monuments et sites
- le Fort des Platons fait partie d'une vingtaine d'ouvrages militaires construits sur le territoire d'Haïti après l'indépendance en 1804 : ce système défensif était dirigé contre un éventuel retour des Français, anciens maîtres de la colonie de Saint-Domingue. Le Fort des Platons a été construit sous la direction du général Nicolas Geffrard, père du président Fabre Geffrard. Les ruines du fort sont situées dans le quartier de Ducis.

## Personnalités liées à la ville
- Louis Boisrond Tonnerre (1776–1806), écrivain et historien haïtien, secrétaire du président Jean-Jacques Dessalines et rédacteur de l'Acte de l'Indépendance de la République d'Haïti.